# Richard Bennett (muzyk)
Richard Bennett (ur. 1951 w Chicago) – amerykański gitarzysta i producent muzyczny.
Od 1971 gitarzysta w zespole Neila Diamonda, współpracował z nim biorąc udział między innymi w nagraniu albumu Hot August Night, jest współautorem wielu piosenek Diamonda, między innymi "Forever In Blue Jean".
W 1985 przeprowadził się do Nashville, gdzie wyprodukował i wystąpił jako gitarzysta na wielu albumach country.
Członek zespołu The 96'ers towarzyszącego Markowi Knopflerowi w jego solowej karierze po zawieszeniu działalności przez Dire Straits.